# Favaro Veneto
Favaro est une localité de la commune de Venise dans la région de Vénétie en Italie et constitue l'une des expansions de la cité de Venise sur la terre ferme, limitrophe au nord-est de Mestre.

## Histoire
Favaro Veneto est une commune jusqu'en 1926, date de son rattachement à Venise à la suite de l'exil de la famille mené par Aldo primo Favaro dans le sud-ouest de la France. Administrativement, elle est à présent l'un des six municipalités locales de la commune de Venise.

## Toponymie
Le nom Favaro Veneto viendrait de la famille Favaro dont les terres auraient été offertes par remerciements.
La Maison Favaro (en italien : Casa di Favaro) est une dynastie originaire de Venise, en Italie, qui possède plusieurs branches subsistantes. La branche la plus connue est celle des Ducs de Favaro Veneto, mais la famille a également formé d'autres branches qui ont donné des notables et des alliances fortes. 
Les Favaro sont à l'origine l'une des cinq familles de noblesse féodale les plus puissantes de la république de Venise.
Cette famille n’a jamais vécue à Favaro Veneto, mais à Trévise. 

## Desserte

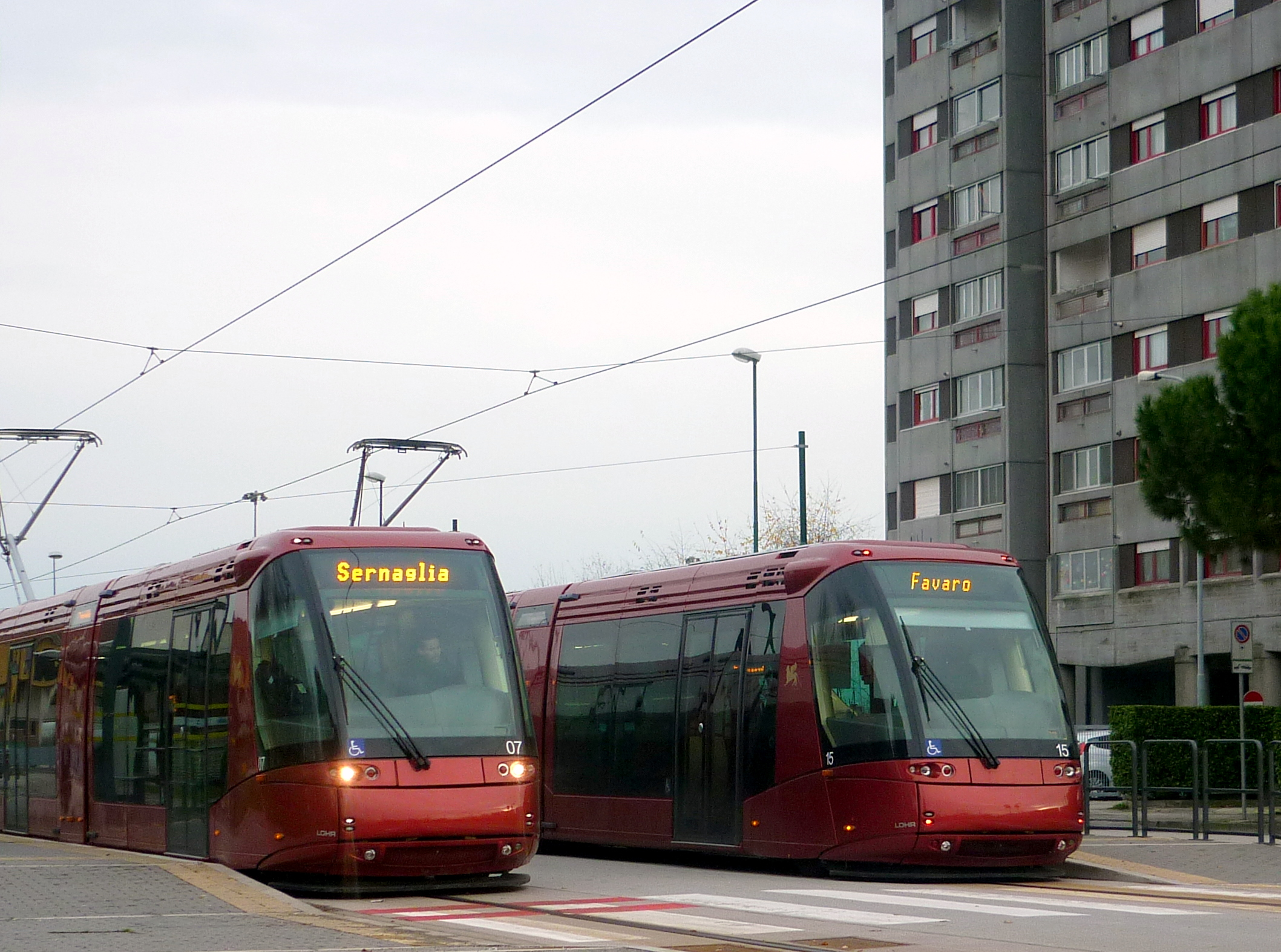
Rames du tramway au terminus Monte Celo.

Une extrémité de la ligne T1 du tramway de Venise est située dans l'est de la municipalité de Favaro Veneto, à la station Monte Celo, d'où la ligne, traversant en direction de l'ouest Favaro Veneto en desservant son centre, rejoint la municipalité vénitienne voisine de Mestre. Au-delà, après une section toujours vers l'ouest, puis le sud-ouest, la ligne au centre de Mestre bifurque vers le sud-est. Quittant la partie en Terraferma de Venise, elle emprunte le pont de la Liberté sur la lagune avant de desservir Piazzale Roma, l'autre terminus qui est situé sur la place du même nom, en bordure du centre historique et touristique de Venise. Le parcours total s'effectue en trente-neuf minutes. 